# Philippe Berlatier
Philippe Berlatier   (Arle, 14 de novembre de 1964) és un ex-pilot de trial occità. Durant els anys 80 i començaments dels 90 va ser un dels competidors destacats del Campionat del Món de trial. Entre altres victòries destacades, va guanyar el Trial de les Nacions 5 anys integrant l'equip estatal (1984 - 86, 1988, i 1990). A banda, va guanyar tres anys el Campionats de França de trial (1984, 1990 i 91).
El 2022 va guanyar la primera edició del Trial Vintage Trophy de la FIM, celebrat a Monza, amb una Bultaco Sherpa T.

## Palmarès
| Any          | Motocicleta  | Campionat del Món | TDN | Campionat de França | Títols |
| ------------ | ------------ | ----------------- | --- | ------------------- | ------ |
| 1983         | Italjet      | 6è                | -   |                     | -      |
| 1984         | Italjet      | 4t                | 1r  | 1r                  | 2      |
| 1985         | Aprilia      | 5è                | 1r  |                     | 1      |
| 1986         | Aprilia      | 5è                | 1r  |                     | 1      |
| 1987         | Montesa      | 5è                | 2n  |                     | -      |
| 1988         | Montesa/Beta | 8è                | 1r  |                     | 1      |
| 1989         | Beta         | 7è                | 3r  |                     | -      |
| 1990         | Beta         | 5è                | 1r  | 1r                  | 2      |
| 1991         | Beta         | 7è                | 2n  | 1r                  | 1      |
| 1992         | Gas Gas      | 12è               | 2n  |                     | -      |
| Total títols | Total títols | 0                 | 5   | 3                   | 8      |

Notes
1. ↑  La classificació consignada a TDN fa referència a la posició final obtinguda per l'equip estatal
2. ↑  Al total de títols s'hi compten tots els campionats estatals o internacionals guanyats, incloent-hi el TDN